# 马丁·赛里格曼
馬丁·賽里格曼（英語：Martin E. P. Seligman，1942年8月12日—）是美国心理学家、教育家和作家，被稱為現代正向心理學運動之父。他的習得性失助理论（或稱習得無助論、習得無助、習得無助感、無助學習理論、learned helplessness）在理论和临床心理学家之间甚为流行。
在馬丁·賽里格曼的領導下，2003年在賓夕法尼亞大學創立了應用正向心理學碩士課程，這是正向心理學中心的第一個教育課程。

## 私人生活
馬丁·賽里格曼熱愛橋牌活動，在1998年第三屆北美主要雙人錦標賽中獲得第二名，並贏得了50多個地區冠軍。
馬丁·賽里格曼有七個孩子，四個孫子和兩隻狗。 他和他的第二任妻子曼迪·賽里格曼居住在曾經由尤金·奧曼迪佔領的房屋中。
他們的七個孩子當中，有五個均在家接受教育。馬丁·賽里格曼從賓夕法尼亞大學的精神病學家亞倫·貝克得到工作方向，從而完善了自己的認知技術和鍛煉方法。

## 正向心理學方面的研究
馬丁·賽里格曼與克里斯·彼得森合作創建了《精神疾病診斷與統計手冊》的“正向”處理方式。 《精神障礙診斷和統計手冊》著眼於可能出現問題的地方，而《性格強項與美德》則著眼於正確的事情。 在馬丁·賽里格曼與克里斯·彼得森的研究當中，他們試圖提取出可以管理的美德及性格強項清單，這些美德從古代中國、古代印度、希臘及羅馬，再到當代西方文化，都得到了高度評價。 他們的清單上包括六個美德：智慧/知識，勇氣，人性，正義，節制和超越， 每個美德都包括3至5個性格強項。

## 著作
- 《真實的快樂》
- 《邁向圓滿》
- 《希望路徑：心理學者從無助到樂觀之旅》
- 《活出最樂觀的自己》
- 《正向心理治療臨床手冊》 與塔亞布•拉西德合著
- 《性格強項與美德》與克里斯·彼得森合著